# Naciągacze (film 1997)
Naciągacze (ang. Traveller) – amerykański film kryminalny z 1997 roku w reżyserii Jacka N. Greena. Zdjęcia kręcono w Karolinie Północnej i Kentucky.

## Fabuła
Oszust Bokky (Bill Paxton) postanawia nauczyć swego kuzyna, młodego Pata O'Harę (Mark Wahlberg), wszystkich sztuczek, pozwalających łatwo nabrać i wyciągnąć od każdego człowieka pieniądze. Wspólnie z nim wyrusza w podróż, by w rzeczywistości pokazać mu swoje triki. W jeden dzień udaje im się wyciągnąć kilkaset dolarów od barmanki Jean (Julianna Margulies). Okazuje się, że przez nich, kobieta, która samotnie wychowuje ciężko chorą córkę – straciła pracę. Bokky, czujący winę za swój czyn, zwraca jej zabrane pieniądze. Prędko się w niej zakochuje. Gdy okazuje się, że stan zdrowia jej dziecka może poprawić tylko droga operacja, postanawia zdobyć potrzebne środki finansowe. W tym celu bierze udział w niebezpiecznym zadaniu, planowanym przez jego krewnego, Double D (James Gammon).

## Odbiór
Film zarobił 500 649 dolarów amerykańskich w Stanach Zjednoczonych.
W 1998 roku podczas 19. edycji Nagrody Młodych Artystów Danielle Keaton była nominowana do nagrody Young Artist Award w kategorii Best Performance in a Feature Film – Young Actress Age Ten or Under.